# Kojatín
Kojatín é uma comuna checa localizada na região de Vysočina, distrito de Třebíč.